# 陳上高
陳上高為中國清朝武官官員，本籍廣東。陳上高於1793年（乾隆58年）奉旨接替陳光昭，於台灣地區擔任台灣水師協副將。而隸屬台灣鎮之下的此官職是台灣清治時期的這階段，全台灣的海防軍事層級最高武將，其統帥三標水營，數千名水師兵勇。1796年升任浙江黃巖總兵。
| 前任： 陳光昭 | 台灣水師協副將 1793年上任 | 繼任： 董金鳳 |